# Chrysotoxum cautum
Chrysotoxum cautum là một loài ruồi trong họ Ruồi giả ong (Syrphidae). Loài này được Harris mô tả khoa học đầu tiên năm 1776. Chrysotoxum cautum phân bố ở vùng Cổ Bắc giới